# 武田涼子
武田涼子（たけだ りょうこ、1970年7月5日 - ）は日本の弁護士。

## 略歴
- 1993年3月：東京大学法学部卒業。
- 1998年4月：弁護士登録（第一東京弁護士会）。
- 1998年4月：西村総合法律事務所（現：西村あさひ法律事務所）入所。
- 2004年：ロンドン大学法学部修士課程修了。LL.M修得。
- 2004年  デーエス法律事務所パリオフィス勤務（〜2005年）。
- 2014年：シティユーワ法律事務所勤務。
- 2020年：アルコニックス株式会社社外監査役。
- 2021年：電気興業株式会社社外取締役。
- 2022年：日本空港ビルデング株式会社社外取締役。

## 委員歴
- 2016年：司法試験考査委員・司法試験予備試験考査委員（行政法担当）（〜2019年）。
- 2017年：日本行政書士会連合会特定行政書士研修委員会作業部会員（〜2020年）。
- 2018年：筑波大学大学院非常勤講師（企業法実務研究Ⅰ）（〜2019年）。
- 2019年：筑波大学大学院非常勤講師（保険法）（〜2020年）。
- 2021年：筑波大学大学院非常勤講師（保険法）。
- 2022年：金融庁自動車損害賠償責任保険審議会委員。

## 主張
情報ガバナンスの3つの局面として、①データ管理の局面、②利活用の局面、③情報ガバナンスの構築・運用の局面を挙げている。
保険会社による説明義務違反については､「特段の事情」が存する場合には、その説明義務違反に基づく責任の発生が是認される場合があり得るとしつつも、当事者間の具体的な事情によっては、個別的に説明が必要であったとされる場合は広がり得ると述べている。